# コパン・ルイナス

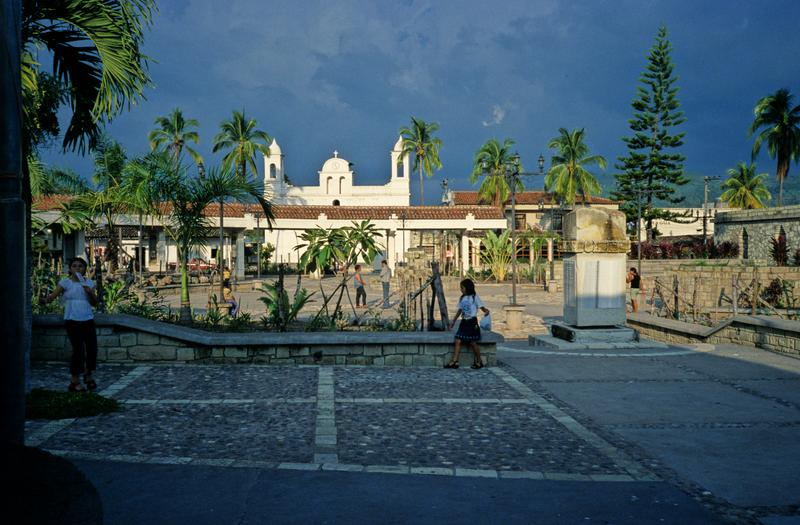
中央広場

コパン・ルイナス(Copán Ruinas)は、ホンジュラスのコパン県の基礎自治体である。グアテマラの国境近くに位置するこの町は、コパン遺跡を訪れる観光客にとっての主要なアクセス拠点である。コパン遺跡は世界文化遺産に登録されている。
町には旅行者向けのスペイン語クラスを提供する小さな語学学校が多く存在する。コパン・ルイナス空港は、町の中心から東へ約20 kmに位置する民間の空港施設である。グアテマラのグアテマラシティ、アンティグア、ホンジュラスのサン・ペドロ・スーラ、テグシガルパなどへのバスが運行している。